# Мендельсон, Мира Александровна
Ми́ра Алекса́ндровна Мендельсо́н (в девичестве Мари́я-Цеци́лия Абра́мовна Мендельсо́н, в замужестве Проко́фьева или в музыковедческой литературе Мендельсо́н-Проко́фьева (8 января 1915, Киев — 8 июня 1968, Москва) — советская писательница, автор мемуаров, вторая жена композитора Сергея Прокофьева, соавтор либретто опер «Обручение в монастыре», «Война и мир» и «Повесть о настоящем человеке», балета «Каменный цветок».

## Фамилия
До замужества носила имя Мира Александровна Мендельсон, после официального оформления брака 15 января 1948 года взяла фамилию мужа — Прокофьева. Имеется по крайней мере одно письмо Н. Я. Мясковскому с подписью «Мира, Сэрж Прокофьевы».
При жизни Мира Александровна не использовала написание двойной фамилии Мендельсон-Прокофьева. Об этом может свидетельствовать записка композитора от февраля 1950 года о совместном захоронении с супругой с подписью «Мендельсон (Прокофьева)». Составитель сборника «Прокофьев о Прокофьеве» В. П. Варунц цитировал публикации журнала «Советская музыка» 1960-х годов, изданные как за подписью Мендельсон М., так и за подписью Прокофьева М.
Видимо во избежание путаницы музыковеды прибегли к унификации, выразившейся в 1970-х годах в двойной фамилии Мендельсон-Прокофьева. На могильной плите на Новодевичьем кладбище значится: Мира Александровна Мендельсон-Прокофьева 1915—1968. На афишах и программах спектаклей, изданиях партитур и записей определённых сочинений Прокофьева в качестве соавтора либретто также указывается двойная фамилия. Таким образом, в музыковедческой литературе распространён вариант написания М. А. Мендельсон-Прокофьева.
Несмотря на это, И. Г. Вишневецкий в биографии композитора ни разу не употребил написание двойной фамилии Мендельсон-Прокофьева, а при издании воспоминаний и дневников Миры Александровны в определённых случаях использован один из двух вариантов: Мендельсон или Мендельсон-Прокофьева.

## Биография
Родилась в Киеве в еврейской семье. Родители — старый большевик, экономист, профессор Института народного хозяйства им. Г. В. Плеханова, Абрам Соломонович Мендельсон (1885—1968) и Вера (Двейра, Дора) Натановна Мендельсон.
Училась в Москве, где окончила Литературный институт как переводчица английского языка.
Летом 1938 года в Кисловодске Мира Мендельсон, будучи ещё студенткой Литинститута, познакомилась с отдыхавшим там Сергеем Прокофьевым. Со временем это знакомство перешло в роман, композитор ушёл из семьи и с марта 1941 года больше никогда не разлучался с Мендельсон.
Военное время провела вместе с Прокофьевым в эвакуации в Нальчике и Тбилиси в 1941 году, в Алма-Ате в 1942 году, затем в Перми.
В унаследованный от Сергея Прокофьева круг знакомых и друзей Миры Мендельсон входили известные деятели культуры и искусства: Н. Я. Мясковский, А. И. Хачатурян, Д. Б. Кабалевский, С. И. Шлифштейн, Г. М. Шнеерсон, Л. Т. Атовмян, М. Л. Ростропович, С. Т. Рихтер, Н. Л. Дорлиак и другие.
С 1948 года выполняла роль секретаря, записывая диктуемые Прокофьевым воспоминания, а после перенесённого им в июле 1949 года инсульта и в последующие годы ухудшения его здоровья ухаживала за композитором в качестве домашнего врача. Последние годы жизни композитора чета провела в коммунальной квартире в проезде Художественного театра, дом 6/5 (ныне возвращено прежнее название — Камергерский переулок), где родители Мендельсон проживали в двух комнатах из трёх. В 2008 году в этой квартире был открыт музей С. С. Прокофьева.
В 1956 году из лагерей ГУЛАГа вернулась Лина Ивановна Прокофьева и в 1957 году при поддержке Т. Н. Хренникова в судебном порядке добилась восстановления своих прав жены и наследницы композитора. В 1958 году при повторном судебном разбирательстве, на котором в качестве свидетелей присутствовали Кабалевский, Шостакович, Заславский, Хренников, брак Миры Александровны с Сергеем Сергеевичем Прокофьевым также был признан действительным.
Мира Мендельсон-Прокофьева умерла в Москве от сердечного приступа 8 июня 1968 года. Согласно написанной С. С. Прокофьевым записке с собственной подписью, «М. Прокофьева (Мендельсон)» была захоронена рядом с композитором на Новодевичьем кладбище.
Композитор посвятил М. А. Мендельсон свою Восьмую сонату.

## Деятельность и творчество
Музыковеды отмечают, что Мира Мендельсон не обладала яркими литературными дарованиями, её поэтические произведения, пьеса, некоторые статьи и роман «Юноша Джим» не были изданы. В 1940 году Мира Мендельсон пробудила интерес Сергея Прокофьева к сюжету комедии Р. Б. Шеридана «Дуэнья» и принимала участие в составлении либретто к его опере «Обручение в монастыре», в которой стала автором стихотворных текстов. Соавтор либретто опер «Война и мир» и «Повесть о настоящем человеке» (оба с С. Прокофьевым), а также балета «Каменный цветок» (с Л. М. Лавровским).
На слова Миры Мендельсон Сергей Прокофьев написал несколько песен: «Смело вперёд» вошла в «Семь песен для голоса и фортепиано», op. 79 (1939); «Клятва танкиста», «Сын Кабарды», «Подруга бойца», «Фриц», «Любовь воина» были включены в малоизвестное, редко исполняемое сочинение «Семь массовых песен для голоса с фортепиано», ор. 89 (1941—1942). Позднее две лучшие песни цикла — «Подруга бойца» и «Любовь воина» — стали основой «Песни Ольги» из второй картины оперы «Повесть о настоящем человеке». Н. Я. Мясковский сочинил «Тетрадь лирики», шесть романсов для высокого голоса с фортепиано, op. 72, четыре из них на стихи М. А. Мендельсон и два из Р. Бёрнса в её же переводе.
Кроме этого Сергей Прокофьев также писал о совместной c Мирой Мендельсон работе над либретто к неосуществленному замыслу оперы «А у шаха есть рога» («Хан-Бузай»). В РГАЛИ хранится клавир 1-го действия незаконченной лирико-комической оперы С. С. Прокофьева «Далёкие моря» (1948), либретто к которой составлялось композитором в соавторстве с М. А. Прокофьевой-Мендельсон (sic!) по пьесе В. А. Дыховичного «Свадебное путешествие».
Была поставлена пьеса В. И. Лимановской и М. А. Мендельсон «Королевская кровь» по мотивам романа Льюиса Синклера (Новый театр, Ленинград, 1948).
После смерти композитора Мира Прокофьева занималась сохранением его архива. Оставила важные для исследования жизни и творчества С. С. Прокофьева воспоминания и дневники, первое полное издание которых вышло в 2012 году. А. С. Мендельсон, отец Миры Александровны, оставил неопубликованные краткие мемуары «Из воспоминаний о композиторе Сергее Сергеевиче Прокофьеве» (1966).

## Публикации
- Мендельсон-Прокофьева М. А. О Сергее Сергеевиче Прокофьеве. Воспоминания. Дневники (1938—1967) / Научная редакция, предисловие, комментарии, указатели Е. В. Кривцовой. — М.: Композитор, 2012. — 632 с. — ISBN 978-5-4254-0046-8.